# カウカーズース国家弁務官区

カウカーズース国家弁務官区
Reichskommissariat Kaukasien(ドイツ語)
Рейхскомиссариат Кавказ (ロシア語)

რაიხის კომისარიატი კავკასია(グルジア語)

Ռայխի կոմիսարիատ Կովկաս(アルメニア語)

Reyx Komissarlığı Qafqaz (アゼルバイジャン語)

国歌: Das Lied der Deutschen（ドイツ語）ドイツ人の歌（1番のみ）
カウカーズース国家弁務官区の位置(予定)

カウカーズース国家弁務官区（カウカーズースこっかべんむかんく、ロシア語: Рейхскомиссариат Кавказ、ドイツ語: Reichskommissariat Kaukasien、グルジア語: რაიხის კომისარიატი კავკასია、アルメニア語: Ռայխի կոմիսարիատ Կովկաս、アゼルバイジャン語: Reyx Komissarlığı Qafqaz ）は、コーカサス（ジョージア、アルメニア、アゼルバイジャン、ロシアの北カフカース連邦管区と南部連邦管区の一部）周辺を統治するため計画されていた、ナチス・ドイツの国家弁務官区である。

## 地理
カウカーズース国家弁務官区は統治区域はジョージア、アルメニア、アゼルバイジャン、ロシアの北カフカース連邦管区と南部連邦管区のアディゲ共和国、クラスノダール地方、アフトゥビンスク州、エノタエフスキー州、チェルノヤルスキー地区を除くアストラハン州、カルムイク共和国のケトチェニェールィ地区、マールィエ・レルベートゥイ地区、十月地区,サルパ地区、ロストフ州南部(ロストフ・ナ・ドヌより基本的に南)になっていて、に含まれる主要都市は西部のロストフ、クラスノダール、マイコープ、スタヴロポリ、アストラハン、東にはエリスタ、マハチカラ、南にはグロズヌイ、ナリチク、ウラジカフカス、エレバン、バクー。国家弁務官区の首都はジョージアのトビリシ に置かれることになっていた。
アルフレート・ローゼンベルクはカウカーズース国家弁務官を「在留大臣」と呼ぶべきだといった。彼が言うには、前記の国家弁務官という名前はあまりにも強烈過ぎて、不必要な名称らしい。また、その国家弁務官区の一部である、ジョージアとアルメニアをドイツの下、国家とし、領土を与えるべきといった。